# Schaffnerella
Schaffnerella là một chi thực vật có hoa trong họ Hòa thảo (Poaceae).

## Loài
Chi Schaffnerella gồm các loài: